# Askvoll (by)
Askvoll er administrationsby i Askvoll kommune i Vestland fylke i Norge. Byen har 551 indbyggere pr. 1. januar 2012, og ligger på nordsiden af Vilnesfjorden.
I Askvoll ligger kommuneadministrationen og børne- og ungdomsskole, lensmannskontor, tandlægetjeneste, sygehjem, veterinær og NAV-kontor (Arbejds- og velfærdsetaten. Stedet har også forskellige butikker, hotel, bank og apotek. Her ligger også Askvoll kirke fra 1863, - Askvoll har vært kirkested siden middelalderen.
Fra Askvoll er der vejforbindelse via Riksvei 608 til Riksvei 609 som går mellem Førde langs sydsiden af Førdefjorden og til Dale i Fjaler kommune langs nordsiden af Dalsfjorden og med færge fra Eikenes, og via Fv362 nordover på Askvollhalvøya. Der er også færgerute til Fure i Fjaler kommune på sydsiden af Vilnesfjorden og til øerne Værlandet og Atløy længere mod vest i Askvoll kommune.

## Eksterne kilder og henvisninger
- Askvoll kommunes websted Arkiveret 21. marts 2016 hos  Wayback Machine